# Elise Mertens
Elise Mertens (født 17. november 1995 i Leuven, Belgien) er en belgisk tennisspiller, der debuterede som professionel i 2013. I 2017 fik hun som single-spiller for første gang direkte adgang til hovedturneringen i en WTA-turnering. Samme år opnåede hun også at komme i Top 50 på verdensranglisten. Hun er den bedst rangerede belgiske tennisspiller og har vundet to WTA-turneringer, samt været i yderligere én WTA-finale. Desuden har hun to doublesejre og tre finalepladser. Elise Mertens' bedste resultat i single er semifinalen i Australian Open 2018, hvor hun tabte til Caroline Wozniacki. Hun har derudover, siden 2016, vundet fire doubleturneringer i WTA-regi (Pr. 25. jan. 2018).

## WTA single turneringssejre
- 2017 - Istanbul
- 2018 - Hobart

## Grand Slam resultater
| Turnering       | 2016 | 2017 | 2018 |
| Australian Open | -    | -    | SF   |
| French Open     | -    | 3    | TBD  |
| Wimbledon       | -    | 1    | TBD  |
| US Open         | 1    | 1    | TBD  |

Tegnforklaring:
– = Ikke deltaget, kv = Slået ud i 1. runde efter at have vundet kvalifikationsturneringen, 1 = Slået ud i 1. runde, 2 = Slået ud i 2. runde, 3 = Slået ud i 3. runde, 4 = Slået ud i 4. runde, KF = Slået ud i kvartfinalen, SF = Slået ud i semifinalen, TF = Tabende finalist, V = Vinder